# Trem Pagador
Trem Pagador é um curta-metragem brasileiro produzido para a televisão em 2009. No gênero policial/documentário e dirigido por Marcus Werneck, Trem Pagador é baseado em fatos reais ocorridos no estado de Santa Catarina no ano de 1909.
Com duração de nove minutos e dezenove segundos, o filme registra os fatos ocorridos em Videira (SC), localidade de Pinheiro Preto, futuro município, em 24 de outubro de 1909, ocasião do primeiro roubo registrado no Brasil ao malote em dinheiro de um trem pagador. O montante era destinado ao pagamento dos empregados na construção da EFSPRG e o fato foi denominado de Assalto ao Trem Pagador de Pinheiro Preto.
Utilizando algumas imagens “de época” da construção da estrada, o filme foi rodado no primeiro semestre de 2009 no distrito de Alto Paraguaçu, pertencente à cidade catarinense de Itaiópolis. O local foi escolhido por existirem ali alguns casarões semelhantes com a arquitetura do local na época do ocorrido.
Sua primeira exibição ocorreu na noite de domingo, 30 de agosto de 2009 no quadro “Casos e Causos” do programa Revista RPC, na RPC TV, empresa paranaense repetidora da Rede Globo para o estado do Paraná.
A dramatização deste filme faz parte da cultura do Contestado (cultura do Paraná - Santa Catarina), pois conforme o fato verídico, ocorrido em 1909, o local (localidade Pinheiro Preto) fazia parte do estado do Paraná e após a demarcação da fronteira entre os dois estados, esta região passou a pertencenter ao estado catarinense.

## Sinopse
Zeca Vacariano é um dos empreiteiros contratados pela empresa Brazil Railway Company para a construção de dois trechos de trilho da “Estrada de Ferro São Paulo – Rio Grande” no ano de 1909. Pela má administração dos salários destinados aos empregados da obra, Zeca se vê na necessidade de levantar recurso para saldar a dívida. Ao tomar conhecimento que o malote destinado ao pagamento dos demais empregados da obra passaria próximo ao seu armazém, organiza, com outros comparsas, uma emboscada para tomar para si todo o dinheiro no valor de 360 contos de réis.

## Indicações
O filme foi indicado em duas categorias do “Prêmio RPC TV Melhores em Cena” - edição 2010 (principal prêmio de filme e vídeo do Paraná), sendo elas: Melhor Direção e Melhor Filme. 

## Elenco
- Luiz Pazello
- Lucas Cachet
- Guto Rodrigues
- Alisson Diniz
- Fábio Tabolka
- Thierry Lumeertz
- Rafael Rocha
- Wagner Jovanaei

## Produção
- Roteiro – Guto Rodrigues
- Produção – Jean Paul, Nathalie Meylan, Eder Piazza
- Direção de Fotografia – Humberto Rocha
- Edição – Rubian Natanael
- Direção – Marcus Werneck